# 赖纳·霍佩
赖纳·霍佩（德語：Rainer Hoppe，1962年1月26日—），德国男子水球运动员。他曾代表西德参加1984年夏季奥林匹克运动会水球比赛，获得一枚铜牌。他也曾获得1982年世界锦标赛季军。